# Hidegkuti Nándor Stadion (1912–2015)
Hidegkuti Nándor Stadion (w latach 1912–2002 Hungária körúti stadion) – nieistniejący już wielofunkcyjny (piłkarsko–lekkoatletyczny) stadion w Budapeszcie (w dzielnicy Józsefváros), funkcjonujący w latach 1912–2015. Na obiekcie tym swoje spotkania rozgrywali piłkarze MTK Budapeszt. Od 2002 r. nosił on imię Nándora Hidegkutiego. 13 października 2016 w jego miejscu otwarto nowy stadion.

## Historia
Teren pod budowę stadionu dla MTK Budapeszt wynajęto od miasta w 1911 r. Czynsz za wynajem ustalono na symboliczną kwotę 1 korony austro-węgierskiej rocznie. Budowa, nowoczesnego jak na owe czasy, stadionu przy bulwarze Hungária (węg. Hungária körúti stadion) kosztowała 400 000 koron, a znaczną część tej kwoty pokrył przedsiębiorca i prezes klubu MTK w latach 1905–1944, Alfréd Brüll. Boisko okalały trybuny mogące pomieścić około 40 000 widzów. Otwarcie obiektu miało miejsce 31 marca 1912, a na inaugurację MTK pokonało Ferencváros 1:0. W latach 1912–1913 wybudowano charakterystyczny budynek klubowy po stronie wschodniej stadionu. 6 lipca 1913 na stadionie rekord świata w biegu na 500 m z czasem 1:07,6 s ustanowił Ferenc Rajz. 11 sierpnia 1929 obok Hungária körúti stadion otwarto obiekt, na którym spotkania rozgrywali piłkarze BKV Előre SC. W latach 30. XX wieku wybudowano charakterystyczną trybunę główną. Podczas II wojny światowej obiekt został przez faszystowskie władze odebrany klubowi MTK (mającego tradycje żydowskie) i przekazany skrajnie prawicowej organizacji MOVE. W trakcie wojny wiele osób związanych z MTK, w tym prezes Alfréd Brüll, zostało zamordowanych. Pod koniec wojny stadion został zniszczony. W latach 1946–1947 przeprowadzono jego odbudowę, po zakończeniu której obiekt zyskał bryłę funkcjonującą aż do 2015 r. 2 października 1963 padł rekord frekwencji obiektu. Mecz 1/16 finału Pucharu Zdobywców Pucharów ze Sławią Sofia obejrzało wówczas z trybun 37 028 widzów. W 1978 r. w miejscu wyburzonych trybun w północno-wschodnim narożniku stanęła hala koszykarska MTK. 26 września 1987 zainaugurowano sztuczne oświetlenie. W latach 90. XX wieku dokonano kolejnych modernizacji, m.in. w 1995 r. zainstalowano pierwszą partię plastikowych krzesełek na trybunach. 14 lutego 2002 zmarł Nándor Hidegkuti, były napastnik MTK i węgierskiej złotej jedenastki. Jeszcze tego samego dnia postanowiono, że stadion otrzyma jego imię (Hidegkuti Nándor Stadion). 31 maja 2014 rozegrano na obiekcie ostatni mecz ligowy (MTK – Kaposvári Rákóczi FC 2:0). W listopadzie 2014 r. dokonano pierwszych prac rozbiórkowych, a wyburzanie obiektu zakończono 31 lipca 2015. Następnie w miejscu dawnego obiektu powstał nowy stadion MTK, otwarty 13 października 2016. Nowy obiekt w przeciwieństwie do poprzednika ma typowo piłkarski układ, bez bieżni lekkoatletycznej, a jego boisko zostało obrócone o 90 stopni względem poprzedniego.
Przez ponad sto lat swego istnienia stadion służył głównie jako domowy obiekt MTK Budapeszt, który grając na tym obiekcie 21 razy triumfował w mistrzostwach Węgier (w latach: 1914, 1917, 1918, 1919, 1920, 1921, 1922, 1923, 1924, 1925, 1929, 1936, 1937, 1951, 1953, 1958, 1987, 1997, 1999, 2003 i 2008), a 10 razy zdobywał Puchar Węgier (w latach: 1912, 1914, 1923, 1925, 1932, 1952, 1968, 1997, 1998 i 2000).
Do wybuchu II wojny światowej na obiekcie tym często występowała również piłkarska reprezentacja Węgier, która w latach 1913–1939 rozegrała na nim 39 spotkań. 18 grudnia 1921 swój pierwszy, oficjalny mecz międzypaństwowy rozegrała na nim reprezentacja Polski, ulegając Węgrom 1:0, po bramce Jenő Szabó. Po II wojnie światowej kadra Węgier zagrała na tym stadionie już tylko jeden raz, 31 października 1990, ogrywając 4:2 Cypr w meczu eliminacyjnym do Mistrzostw Europy.
Na obiekcie występowały także piłkarki żeńskiej sekcji MTK, kilkukrotne mistrzynie Węgier. Na stadionie rozgrywane były również mecze finałowe niektórych edycji Pucharu Węgier. Ponadto obiekt gościł koncerty światowej sławy artystów.